# 1948 års arabisk-israeliska krig
1948 års arabisk-israeliska krig, känt för israelerna som Frihetskriget (hebreiska: מלחמת העצמאות, Milkhemet Ha'atzma'ut) eller Befrielsekriget (hebreiska: מלחמת השחרור, Milkhemet Hashikhrur), var den första i en serie av angreppskrig som riktades mot staten Israel från dess arabiska grannar, den arab-israeliska-konflikten.
Kriget inleddes med ett samlat arabiskt anfall dagen efter den israeliska självständighetsförklaringen, den 14 maj 1948. Striderna ägde främst rum på det tidigare Brittiska Palestinamandatets territorium, men även på Sinaihalvön och i södra Libanon. Kriget avslutades inte med en fred, utan endast med ett vapenstillestånd 1949.

## Bakgrund
Området tillhörde det osmanska riket i fyrahundra år (1520–1918) och bestod då av de två provinserna Beirut och Jerusalem. Under det första världskriget skedde ett flertal förändringar i Mellanöstern där osmanerna besegrades av britterna, inte minst som ett resultat av stödet från araberna. Detta skedde med löften om arabisk självständighet i området. Det mest betydande avtalet om arabisk självständighet skrevs mellan britter och araber år 1915, det så kallade McMahon-Husain-avtalet, efter en brevväxling mellan High Commissioner, det vill säga britternas officiella representant för engelskt välde i Egypten, Henry McMahon, och sharifen (guvernören) av Mecka, blivande kungen av Hejaz, Hussein ibn Ali.
Efter första världskrigets slut och osmanernas kapitulation tillföll området Storbritannien, enligt segrarmakternas uppgörelse vid San Remokonferensen 1920.
På San Remo-konferensen beslöts vidare att regionen Palestina skulle administreras som ett brittiskt mandat och den brittiska regeringen förband sig också att i området grunda ett "judiskt nationalhem", enligt den så kallade Balfourdeklarationen, som skrevs redan 1917, alltså ett år innan första världskriget var slut.
... mandatstaten [Storbritannien] skall tillse förverkligandet av den deklaration som ursprungligen gjordes den 2 november 1917 [Balfourdeklarationen] av hans brittiska majestäts regering, och som har accepterats av sagda makter för skapandet av ett nationellt hem i Palestina för det judiska folket,...
San Remo-konferensen bekräftades i sin tur senare i Freden i Sèvres där samma ordalydelse ingår i artikel 95. Även emir Faisal Ibn Hussein, senare kung av Irak, gav sitt stöd till Balfourdeklarationen, men drog senare tillbaka detta. Istället utropade han sig 1920 till kung av Syrien "som inom sina naturliga gränser inkluderar Palestina".
1921 avskiljde britterna drygt 70 procent av Palestinamandatets yta, den delen som låg öster om Jordanfloden, till ett arabiskt autonomt område: Transjordanien. Området lydde därefter formellt under Nationernas förbund men administrerades av britterna fram till självständighetsförklaringen 1928, varefter britterna stegvis överförde makten till emiren Abdullah Ibn Hussein till dess att landet 1946 förklarades självständigt.
Samtidigt skakades det västra området av arabiska upplopp. I början av april 1920 i samband med den tidigare nämnda kröningen av Faisal utsattes judarna i Jerusalem för en pogrom som ledde till att fem judar dog och 211 skadades. Följande år bröt en ny våg av kravaller ut i vilka ungefär 90 judar dog och flera hundra skadades.
1929 spred sig nya våldsamheter från Jerusalem till resten av landet. 133 judar mördades och 339 skadades av arabiska upprorsmakare. Också 110 araber dödades och 232 skadades, de flesta av brittisk militärpolis i försöken att återställa ordningen.
Den lilla judiska enklaven i Hebron med rötter som går tillbaka till antiken råkade särskilt illa ut. 67 av Hebrons judar dog och flera andra skadades när deras arabiska grannar brutalt överföll dem, plundrade judiska hem och affärer och vanhelgade synagogor. 1933 kom en ny våldsvåg, och 1936 bröt ett allmänt arabiskt uppror ut. Vid det laget hade Haj Amin al-Husseini blivit utnämnd till stormufti och tagit den politiska kontrollen över araberna i området genom att marginalisera de mer moderata grupperingarna ledda av Nashashibi-klanen. Efter att flera arabiska ledare, inklusive emir Hussein, Ghazi av Irak och Ibn Saud i oktober begärt att Hussein skulle upphöra med kravallerna lugnade sig situationen.
Inför kriget mot Nazityskland kom Storbritanniens regering till slutsatsen att fred i Palestina var nödvändig för den brittiska militärens säkerhet. Man tog avstånd från tanken på en judisk stat i Palestina och publicerade en vitbok den 17 maj 1939. Den omtolkade radikalt britternas plikter som mandatstat. Vitboken tycktes garantera ett självständigt Palestina med en arabisk majoritet.
När kriget var slut gick den brittiska regeringen under premiärminister Clement Attlee in för att stödja araberna i ett försök att minska Sovjetunionens inflytande i Mellanöstern, bland annat begränsades antalet judar som tilläts flytta till mandatet kraftigt. Den amerikanska regeringen under president Harry S. Truman var däremot mycket skeptiskt inställd till denna politik, baserat på arabernas pronazistiska hållning under andra världskriget. Bland annat rekommenderade de att de cirka 100 000 statslösa judar som överlevt förintelsen skulle tillåtas att flytta till mandatet, något som gjorde britterna upprörda. Samtidigt stod det klart att Storbritannien inte var i en position att upprätthålla alla sina åtaganden från mellankrigstiden. Utrikesminister Ernest Bevin fick i uppdrag att försöka förhandla fram en lösning. I april 1947 medgav han att han misslyckats, och lämnade över ärendet till FN. En specialkommitté sattes upp med beteckningen United Nations Special Committee on Palestine (UNSCOP). Kommittén avreste till mandatet i juni samma år för att på plats undersöka hur situationen såg ut.
UNSCOP:s slutgiltiga förslag gick ut på att dela det som fanns kvar av mandatet efter Transjordaniens självständighet i tre delar, och efter ytterligare debatter lades det slutliga förslaget fram i slutet av sommaren 1947 för att FN:s generalförsamling skulle få rösta om saken. En judisk del skulle inkludera 55 procent av områdets yta, inklusive stora obebodda ökenområden i Negev, delar av Galileen och Huladalen, och den del av kustremsan som låg mellan Tel Aviv och Akko. I praktiken handlade det om tre från varandra nästan avskurna områden. Området hade en judisk majoritet. De arabiska områdena var också tre, och inkluderade norra Galileen inklusive Nazaret, ett stort område längs Palestinamandatets östgräns som sträckte sig ungefär från Afula till Be'er Sheva, och ett område längs med kust och gränsen mot Egypten som inkluderade bland andra Ashdod, Gaza och El Auja. Området skulle inkludera både Hebron, judarnas näst heligaste stad med Abrahams och de övriga patriarkernas gravar, och det bibliska Tel Sheva där Abraham enligt Bibeln bott. Området täckte 45 procent av Palestinamandatets yta och majoriteten i området var arabisk. Ett tredje område runt Jerusalem skulle bli en internationell zon.
Samtidigt hade Jewish Agency med bland andra Abba Eban i spetsen förhandlat med Azzam Pasha som var ledare för Arabförbundet för att nå en kompromisslösning, men Azzam Pasha avvisade blankt tanken på en delning med orden: "Det är troligt att er plan är logisk och rationell, men nationers öde bestäms inte av rationell logik [...] Ni kommer inte att få någonting genom fredliga medel och kompromisser. Ni kan eventuellt få någonting, men det enbart genom vapenmakt. Vi kommer att försöka att besegra er."
Den 29 november 1947 röstade till slut FN:s generalförsamling om delningsförslaget. Förslaget krävde 2/3 majoritet, vilket det fick med 33 röster för, 13 emot och tio nerlagda röster.

## Militära styrkeförhållanden
De båda sidornas arméer var i stort sett jämnstarka i numerär vid krigsutbrottet. De arabiska styrkorna var överlägsna i fråga om tung materiel men var sämre utbildade, hade lägre motivation och hade ingen enad högsta ledningsnivå. Det har påståtts att Israel hade ett övertag men dessa påståenden om att den israeliska armén skulle ha varit överlägsen redan från början stämmer inte. Arabarméerna var överlägsna i fråga om tunga vapen, stridsvagnar och flygplan tack vare sina inköp från Storbritannien och Frankrike. Israels styrkor var kvalitativt starkare än arabstaternas trupper, vilka var långt sämre organiserade för att utkämpa ett modernt krig. Detta tog sig uttryck i hög moral och en stark motivation att överleva som folk och stat, utan vilken Israel knappast överlevt som statsbildning. Många stridande hade just överlevt Förintelsen. Haganahs styrka den 14 maj beräknas av en pro-sionistisk källa till 35 000 man varav 25 000 man aktivt stridande. De invaderande arméerna uppskattas av samma källa till ungefär samma styrka. Israels elittrupper bestod av omkring 3 000 soldater i Palmach, ofta veteraner från andra världskriget. Ungefär 12 000 man till kunde uppbådas, men de hade ofta lite eller ingen träning, och utrustningsfrågan återstod att lösa innan hela styrkan kunde sättas upp. De resterande styrkorna bestod av män och kvinnor som kunde delta i försvaret av sina egna byar. De sistnämnda var av naturliga orsaker ofta de sämst tränade och utrustade. Ytterligare några tusental man av varierande kvalitet från Irgun och Lehi deltog i början av striderna som självständiga grupper, innan de absorberades av det större Haganah.
Araberna var uppdelade på flera olika grupper: 2 000 libanesiska, 8 000 syriska, 10 000 irakiska, 5 000 egyptiska, 10 000 transjordanska soldater ur Arablegionen och ett litet men okänt antal saudiska samt jemenitiska soldater deltog i det inledande anfallet. Totalt förfogade dock dessa länder över avsevärt större styrkor. Dessutom deltog två paramilitära grupper med ett obestämt antal paramilitära araber från mandatet i striderna.
De israeliska styrkorna var utspridda, byarna var ofta inte i stånd att ge varandra understöd, medan de respektive arabarméerna anföll mer koncentrerade. Dessa plågades däremot av näst intill icke existerande samordning och intern misstänksamhet. Under senare skeden av kriget kunde Israel dra nytta av de relativt korta avstånden inne i landet för att snabbt flytta styrkor från en front till en annan, men inledningsvis höll arabiska irreguljära ett flertal strategiska positioner utmed vägarna som omöjliggjorde säkra förflyttningar. Det mest kända exemplen är antagligen striderna kring Jerusalem–Tel Aviv-vägen, som utmynnade i flera slag kring Bab El-Wad och Latrun.
Israel var underlägset i fråga om tyngre utrustning: Israel hade vid krigsutbrottet  1 Cromwell-stridsvagn utan kanon mot 40 stridsvagnar, 5 artilleripjäser mot 140 och noll stridsflygplan mot 74. En stor roll spelade de veteraner, judiska och frivilliga från väst, som deltagit i andra världskriget i de allierades arméer.[källa behövs]
Det största hotet mot Israel var de transjordanska styrkorna. Det berodde främst på att de utgjorde en större samordnad grupp som dessutom hade fördelen av god träning, en kompetent officerskår och modern utrustning, i första hand beroende på deras starka kontakter till Storbritannien. Det var också transjordanska styrkor som var de enda som lyckades behålla kontrollen över ett större område, nämligen det som senare blivit känt som Västbanken.[källa behövs]

## Händelser efter delningsbeslutet
Krigshandlingar pågick en lång tid före britternas uttåg och utropandet av staten Israel. Under perioden 30 november 1947 till 3 april 1948 dödades och sårades enligt en israelisk källa sammanlagt 6 187 personer, varav 2 977 araber, 2 733 judar, 430 britter och 47 andra.
Arabiska högsta rådet utlyste en tre dagars generalstrejk efter FN:s delningsbeslut. Dagen efter det att FN antagit delningsförslaget inträffade ett våldsdåd. Sju judiska passagerare i två bussar dödades av palestinier. Detta har enligt traditionell israelisk historieskrivning setts som bevis på att den arabiska sidan började de våldsamheter som småningom utvecklades till fullskaligt krig. Den israeliske historikern Benny Morris avvisar denna förklaring. Han hävdar att bussattackerna kan ha varit antingen vanliga rån eller led i en hämndcirkel som utlöstes av en brittisk attack på ett träningsläger som drevs av den judiska terrororganisationen Sternligan, varvid flera judar dödades. Sternligan hämnades genom att avrätta fem beduiner, vilket ledde till en arabisk vedergällningsattack mot bussarna.

### Arabiska angrepp
Irreguljära arabiska styrkor började rekryteras i Syrien och organiserades i Arab Liberation Army, vilken från januari 1948 infiltrerade Palestina från Syrien och Transjordanien. Araberna gick så småningom till attack mot kommunikationer, judiska stadsdelar och judiska kolonier. I slutet av mars hade den judiska delen av Jerusalem isolerats av arabstyrkor. Den 23 april 1948 tillstod den palestinska ledaren Jamal al-Husaini i FN:s säkerhetsråd att araberna hade börjat striderna i Brittiska Palestinamandatet. Judar utsattes även för terrordåd som det den 13 april då 77 judar dödades när en konvoj på väg till ett sjukhus attackerades

### Judiska angrepp
Tidigt påbörjades en judisk terror mot arabiska byar. Den 18–19 december 1947 sprängde Haganahs stormtrupper Palmach fler hus och dödade att halvt dussin kvinnor och barn. En officiell order utgick dock om att kvinnor och barn inte skulle dödas. Däremot var det tillåtet att avrätta alla män som hade vapen. Terror var ett medel i en etnisk rensning som man ville genomföra. En Haganah-befälhavare sade i januari 1948 "vi ska göra Jaffas vattenreservoar obrukbar och på det sättet tvinga ett stort antal araber att lämna staden".
De båda terrorgrupperna Irgun och Sternligan gick i spetsen för angrepp mot den palestinska civilbefolkningen, I december 1947 rapporterades Haganah ha angripit arabiska byar och i april 1948 ingick Haganah ett avtal med Irgun om militärt samarbete mot araber och britter. Den 9 december 1947 utgick en order till de judiska trupperna att trakassera trafiken. En enhet under befäl av den då 19-årige Ariel Sharon anföll två palestinska fordon med molotovcocktails varvid sex araber brändes ihjäl.. I en order den 20 januari 1948 hette det: "Förstör brunnen, förstör byn totalt, döda alla vuxna män." Bomber placerades på busstationer med syftet att döda icke-stridande, inbegripet kvinnor och barn. Även Haganahs stormtrupper Palmach deltog i terroraktiviteter mot araber. Deir Yassin-massakern utfördes den 9 april 1948.

### Lokala fredsuppgörelser
En rad fredsansträngningar gjordes mellan december 1947 och mars 1948 som ledde till lokala fredsavtal och vapenvilor, inte sällan mellan människor som levt i fred tidigare. Ett exempel är att den palestinska byn Deir Yassin utanför Jerusalem slöt vapenvila med den judiska bosättningen Givat Shaul den 20 januari 1948. Trots detta angreps byn och blev utsatt för en massaker.

## Kriget efter utropandet av staten Israel

Gränser definierade i FN:s delningsplan för Palestina - Resolution 181
Område tilldelat en judisk stat
Område tilldelat en arabisk stat
Planerat neutralt område (Jerusalem)
Demarkationslinjen efter 1949 :
Israelkontrollerade områden efter 1949
Egyptens ockupation av Gaza och Transjordaniens ockupation av Västbanken (1948–1967)

Kriget började formellt efter brittiska tillbakadragandet och självständighetsdeklarationen den 14 maj 1948. Samma dag deklarerade Azzam Pasha, ledare för Arabförbundet, "This will be a war of extermination and a momentous massacre which will be spoken of like the Mongolian massacres and the Crusades". Arabiska och judiska miliser hade dock redan tidigare inlett stridigheter om territoriet på båda sidor om den gräns som FN anvisat. Under de följande dagarna anföll libanesiska, syriska, irakiska, egyptiska, transjordanska soldater och saudiska samt jemenitiska soldater Israel.{
Efter några veckors strider hade de arabiska arméerna i stort sett besatt de delar av Palestina som FN:s generalförsamling 1947 tilldelat den föreslagna arabiska staten. Den egyptiska armén hade dessutom ockuperat delar av Negev samt Betlehem. Den transjordanska armén hade erövrat den gamla staden i Jerusalem.
Efter de inledande smärre förlusterna fick israelerna snart övertaget. Den 29 maj stod den egyptiska armén 35 kilometer söder om Tel Aviv. Till följd av förnyat israeliskt motstånd och den psykologiska effekten av en flygräd med moderna stridsflygplan stoppades dock offensiven, och den största judiska staden förblev i israeliska händer. Egyptiska styrkor avancerade också österut genom Negevöknen och skar på så sätt av de sydligaste israeliska utposterna. Jordanska styrkor med kraftigt artilleriunderstöd intog gamla staden i Jerusalem, innan de uppbackade av irakiska styrkor erövrade det område som senare kom att kallas Västbanken. De libanesiska styrkorna trängde ner genom huvudsakligen arabiskt område och höll som mest stora delar av Galileen, inklusive Nasaret. De syriska styrkorna erövrade tre byar söder om Galileiska sjön, innan de stoppades vid kibbutzen Degania, för att sedan dra sig tillbaka till den internationella gränsen efter att ha utsatts för artilleribeskjutning.

### Tidsbegränsad vapenvila
Den 11 juni utlyste FN ett fyra veckors vapenstillestånd, som FN:s sändebud, den svenske Folke Bernadotte, övervakade. Under vapenvilan skulle all införsel av militär personal och materiel till stridande parter vara förbjuden. Under vapenvilan förstärkte emellertid båda sidor sina arméer. Israel lyckades införa viktiga vapen främst från Tjeckoslovakien men även från USA och Frankrike,

### Nya strider
Striderna återupptogs den 8 juli. Israels armé hade nu förstärkts till cirka 60 000 man mot arabernas 40 000 man. Israelerna intog nu delar av Galileen och tvingade Arablegionen att överge sina utposter i Lydda och Ramle, vars arabiska befolkning fördrevs.

### Förnyad vapenvila
En ny vapenvila trädde i kraft den 18 juli. Den kränktes dock av båda parter vid flera tillfällen. Den 17 september mördades FN-medlaren Folke Bernadotte av judiska terrorister ur Sternligan. Kort före sin död hade Bernadotte fullbordat en ny plan för Palestina. Bernadotte föreslog att hela Galileen plus en större kustremsa skulle tillfalla judarna och övriga delar av landet inklusive Negev araberna. Israel motsatte sig planen och krävde att hela södra Palestina i enlighet med 1947 års resolution skulle tillfalla Israel och ville dessutom ha hela Galileen.

### Fortsatta strider
Under vapenvilan genomförde Israel i oktober och december offensiver som drev bort egyptierna från Negev, de bombade Gaza och trängde in på egyptiskt territorium fram till al-Arish. Sedan Storbritannien och USA uttalat hot mot Israel avbröts offensiven och styrkorna drogs tillbaka från Sinai.

### Slutligen vapenstillestånd
Under första halvåret 1949 fördes stilleståndsförhandlingar med FN-medlaren Ralph Bunche som ordförande. Den 24 februari 1949 ingicks ett vapenstilleståndavtal mellan Israel och Egypten och senare under våren även mellan Israel och Libanon, Transjordanien och Syrien. I avtalen förklarar parterna att de ska respektera säkerhetsrådets förbud mot militärt våld för att lösa palestinafrågan. Demarkationslinjen skall inte tolkas som politisk eller territoriell gräns och innebär inte en slutlig lösning av Palestinafrågan.

## Krigets följder

### Israels gränser
Kriget innebar att Israel utvidgade sitt territorium till 77 procent av Palestinaområdets yta, inklusive västra Jerusalem.
För den arabiska sidan blev nederlaget en politisk och militär katastrof. Transjordanien ockuperade och annekterade det område som senare kom att kallas Västbanken. Jerusalem delades i en västlig del som Israel annekterade och en östlig som Transjordanien annekterade. Gazaremsan ockuperades av Egypten.

### Flyktingfrågan

#### Arabiska flyktingar
Ett stort antal araber flydde eller fördrevs från de områden som blev staten Israel. Uppgifterna om hur många har varit väldigt varierande. Från arabiskt håll har uppgivits 900 000 medan en officiell israelisk uppskattning stannar på 520 000. FN:s flyktingorganisation UNRWA uppger siffran 726 000 och det brittiska utrikesdepartementet har angett siffran 711 000. Enligt historikern Benny Morris är 700 000 en rimlig uppskattning.
Enligt en tolkning var flykten en del av Arabförbundets plan att invadera Palestina 1948. Order skulle ha utgått att evakuera araber innan huvudstriden började. Men dessa uppgifter har senare avvisats som propaganda, Den arabiska versionen är att hävda att Israel drev en medveten policy att fördriva araber. Flera studier har gjorts och kommit fram till olika svar angående skuldfrågan för den stora flykten av palestinier.[källa behövs]
Mellan december 1947 och mars 1948 var det bara välsituerade araber som lämnade Palestina. Mellan april och maj 1948 inleddes en massflykt efter det att ledarna på den palestinska sidan blivit oeniga och flytt. Efter arabstaternas angrepp den 15 maj började Israelerna uppmana araber att lämna landet. Israels premiärminister David Ben-Gurion förklarade att delningsplanen från 1947 var död och att situationen i Palestina skulle fastställas genom militär makt.
Från arabsidan uppmanades flyktingarna att återvända. Arabförbundets generalsekreterare Azzam Pascha, Transjordaniens kung Abdullah och milischefen Qawukji utfärdade offentliga påbud till flyktingarna omgående skulle återvända till sina hem. Men flykten fortsatte. Många räknade med att bara fly undan striderna för att därefter kunna återvända till sina hem.
Israel förhindrade emellertid återvändandet. Yosef Weitz(en) lade fram en plan som innehöll fem huvudpunkter:
- palestinska byar skulle förstöras,
- odling på palestinsk mark skulle förhindras,
- judar skulle bosätta sig på övergiven palestinsk mark och i tomma palestinska hus,
- man skulle införa lagstiftning mot återvändande,
- man skulle dra igång en propagandakampanj mot återvändande.

I mitten av juni 1948 fattade Israels regering ett formellt beslut om att inga flyktingar skulle tillåtas att återvända. 500 palestinska byar utsattes för militära rensningskampanjer där invånarna fördrevs och mycket av infrastruktur och byggnation totalförstördes. Marken blev i många fall naturreservat eller uppläts som mark för nybyggnation åt kibbutzrörelsen.[källa behövs]
Fördrivningen av de palestinska araberna kallas för Al Nakba; "Den stora katastrofen". Flyktingfrågan är ett av de stora problemen i Palestinakonflikten.[källa behövs]

#### Judiska flyktingar
Samtidigt som araber flydde från det israeliska området tvingades nästan lika många judar, 600 000, lämna sina hem i de arabländer som var inblandade i kriget. Se också Judisk exodus från arabiska och andra muslimska länder.[källa behövs]
Dessutom fördrevs alla judar från de områden som under kriget erövrades av Egypten och Jordanien (Gaza, Östra och Gamla Jerusalem och Västbanken). Gamla Jerusalem hade haft en judisk majoritet sedan början på 1800-talet.. Den framväxande antisemitismen i arabländerna under 30-talet eskalerade med staten Israels bildande 1948 och judar i arabländerna angreps och deras butiker utsattes för attacker vilket resulterade i stora judiska flyktingströmmar till Israel.